# Růžodol (Litvínov)

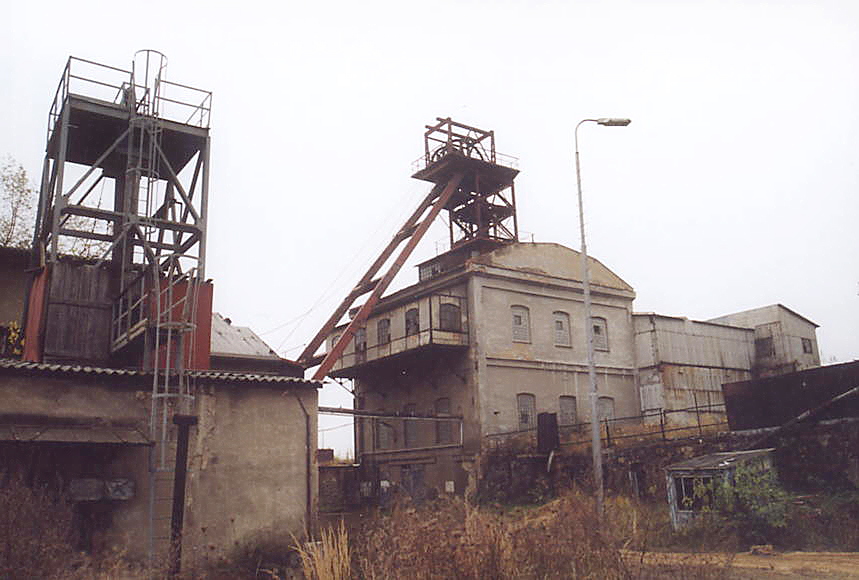
Tagegebäude der Braunkohlentiefbaugrube Julius III

Růžodol (deutsch Rosenthal) ist ein Ortsteil von Litvínov in Tschechien.

## Geographie
Růžodol liegt fünf Kilometer nördlich von Most und wurde Ende der 1950er Jahre devastiert. Die Ortslage erstreckte sich entlang des Baches Bílý potok (Weißbach, früher Goldfluß) im Nordböhmischen Becken.
Nachbarorte waren Lipětín und Louka u Litvínova im Norden, Libkovice im Nordosten, Mariánské Radčice im Osten, Konobrže und Pařidla im Südosten, Pláň, Kopisty und Souš im Süden, Záluží im Westen sowie Janov, Hamr und Chudeřín im Nordwesten.

## Geschichte
Die erste schriftliche Erwähnung von Rosenthal erfolgte im Jahre 1333, als Boresch IV. von Riesenburg und seine Söhne die Burgherrschaft Kostomlaty an Chotěbor von Hirschstein verkauften. Als tschechische Namensformen wurden Ruzmital, Rozmital und letztlich Růžodol verwendet. Ab 1492 gehörte das Dorf zusammen mit Wiese dem Heinrich Krynes von Rothenhof (Jindřich Krynes z Červeného Dvora) und ab 1509 dessen Sohn Dominik. Im Jahre 1563 verkauften die Brüder Stephan und Hans Krynes von Rothenhof Rosenthal zusammen mit dem Stoppelhof an die Stadt Brüx. Nachdem die Stadt 1595 auch die Brüxer Burg mit den zugehörigen Gütern erworben hatte, führte sie ihre Güter in einer Domäne mit Sitz in Kopitz zusammen.
In Folge des Dreißigjährigen Krieges war das Dorf niedergekommen und teilweise verödet. In der berní rula sind für Rosenthal drei Bauern und elf Chalupner aufgeführt. Beiderseits des Weißbaches lagen zwischen Rosenthal und Plan der Rothe Teich, der Mittlere Teich, der Lange Teich sowie der Weiße Teich oder Streichteich. Im Jahre 1713 bestanden an Weißbach bei Rosenthal eine einradige Mahlmühle und eine dreiradige Walkmühle. In der Mitte des 18. Jahrhunderts gab es zwei zweiradige Mahlmühlen. 1833 wurde die Kapelle der hl. Dreifaltigkeit erbaut.
Im Jahre 1844 bestand Rosenthal aus 20 Häusern mit 106 deutschsprachigen Einwohnern. In Rosenthal gab es zwei Mühlen, von denen die Sperlingsmühle abseits lag. Aus einer Quelle bei Rosenthal wurde das Wasser über eine 2770 Klafter lange hölzerne Wasserleitung in den großen Behälter auf dem Brüxer Hauptplatz geleitet. Pfarrort war Tschausch. Bis zur Mitte des 19. Jahrhunderts blieb Rosenthal der Herrschaft Kopitz untertänig.
Nach der Aufhebung der Patrimonialherrschaften bildete Rosenthal ab 1850 mit der Einschicht Rosenthaler Mühle einen Ortsteil der Gemeinde Kopitz im Saatzer Kreis und Gerichtsbezirk Brüx. Ab 1868 gehörte das Dorf zum Bezirk Brüx. 1876 wurde der Verkehr auf der Bahnstrecke Brüx–Ossegg aufgenommen, die Züge rollten jedoch Halt an Rosenthal vorbei.
Durch den in der Umgebung aufkommenden Braunkohlenbergbau verlor Rosenthal in der zweiten Hälfte des 19. Jahrhunderts seinen rein landwirtschaftlichen Charakter und wuchs rasch an; ein Großteil der zugezogenen Arbeiter waren Tschechen. Im Jahre 1880 wurde bei Rosenthal die Grube Viktoria eröffnet, zehn Jahre später folgte die Grube Habsburg. Im Jahre 1901 wurde entlang des Weißbaches der Straßenbahnverkehr zwischen Brüx und Johnsdorf aufgenommen. Nach dem Zusammenbruch der k.u.k. Monarchie und der Gründung der Tschechoslowakei erhielt die Grube Habsburg 1919 den neuen Namen Minerva. Im Jahre 1921 hatte Rosenthal 1272 Einwohner, darunter waren 943 Tschechen. In Folge des Münchner Abkommens wurde das Dorf 1938 dem Deutschen Reich zugeschlagen und gehörte bis 1945 zum Landkreis Brüx. Am 1. April 1941 wurde Rosenthal zusammen mit der Stadt Kopitz nach Brüx eingemeindet. Nach dem Ende des Zweiten Weltkrieges kam Růžodol zur Tschechoslowakei zurück und die deutschböhmische Bevölkerung wurde vertrieben. Im Jahre 1949 wurde Růžodol einschließlich der Siedlung Důl Julius III nach Litvínov umgemeindet.
Im Zuge des Kohlenabbaus wurde Růžodol in den Jahren 1957 bis 1959 gemeinsam mit Lipětín und Dolní Litvínov abgesiedelt und danach aufgelassen.
1960 verlor Růžodol den Status eines Ortsteils von Litvínov, dieser wurde am 15. Mai 2000 wieder erneuert.
Die Tagegebäude der Zeche Julius III sind seit 2003 Sitz des Podkrušnohorské technické muzeum.

## Entwicklung der Einwohnerzahl
| Jahr | Einwohnerzahl |
| ---- | ------------- |
| 1869 | 111           |
| 1880 | 226           |
| 1890 | 211           |

| Jahr | Einwohnerzahl |
| ---- | ------------- |
| 1900 | 923           |
| 1910 | 1079          |
| 1921 | 1272          |

| Jahr | Einwohnerzahl |
| ---- | ------------- |
| 1930 | 1172          |
| 1950 | 1267          |
| 1961 | 0             |